# 小行星11760
小行星11760（11760 Auwers）是一颗绕太阳运转的小行星，为主小行星带小行星。该小行星于1960年9月19日发现。

## 轨道参数
小行星11760的轨道半长轴为472 452 717 km，3.1581064 UA，离心率为0.099。